# Opuntia tenuiflora
Opuntia tenuiflora ist eine Pflanzenart in der Gattung der Opuntien (Opuntia) aus der Familie der Kakteengewächse (Cactaceae). Das Artepitheton tenuiflora leitet sich von den lateinischen Worten tenuis für ‚schmal‘ sowie -florus für ‚-blütig‘ ab.

## Beschreibung
Opuntia tenuiflora wächst strauchig mit zahlreichen niederliegenden bis aufrechten Zweigen. Die tiefgrünen, oft bereiften, ziemlich dicken, keilförmigen bis elliptischen, manchmal ziemlich schmalen Triebabschnitte sind 15 bis 40 Zentimeter lang. Ihre Areolen sind unauffällig. Die drei bis sechs gebogenen, hellgelben Dornen werden im Alter dunkler und sind 2 bis 5 Zentimeter lang.
Die glockenförmigen, tief lachsfarbenen Blüten erreichen einen Durchmesser von bis zu 3 Zentimeter. Die verdickt keulenförmigen, an ihrer Basis stielartigen Früchte sind mehr oder weniger purpurfarben. Sie sind bis zu 7 Zentimeter lang.

## Verbreitung und Systematik
Opuntia tenuiflora ist in den Vereinigten Staaten im Bundesstaat Florida verbreitet.
Die Erstbeschreibung durch John Kunkel Small wurde 1933 veröffentlicht.

## Nachweise